# 1945年6月25日月食
1945年6月25日月食为一次在协调世界时1945年6月25日出現的月偏食。該次月食半影食分為1.912、全影食分為0.864。偏食維持了97分。

## 概述
這次月食的食分是18.27，偏食維持了97分。

## 基本參數
- 類型：月偏食
- 食甚資料：
  - 日期：1945年6月25日
  - 時間：15:14
  - 月球位置：赤經18.27度、赤緯-22.9度
  - 食分：半影食分：1.912、全影食分：0.864
  - 持續時間：偏食97分

## 外部連結
- NASA月食專頁（页面存档备份，存于）（英文）